# Atlas Model Railroad

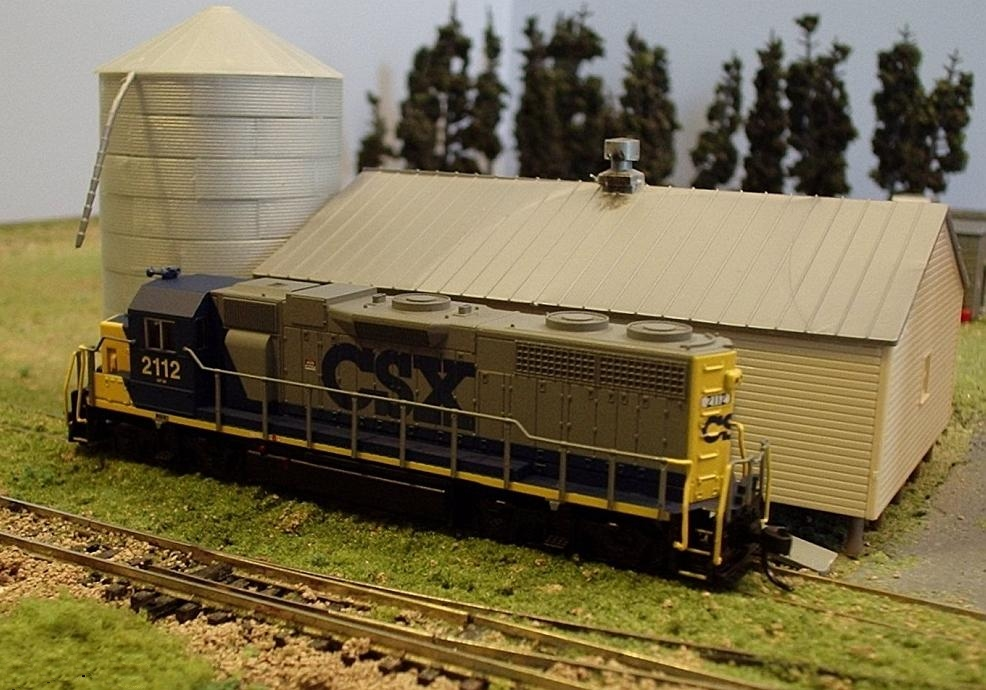
Locomotive à l'échelle N de fabrication Atlas.

Atlas Model Railroad Company, Inc. est fabricant américain de trains miniatures aux échelle N, HO et O.